# Piero Vettori

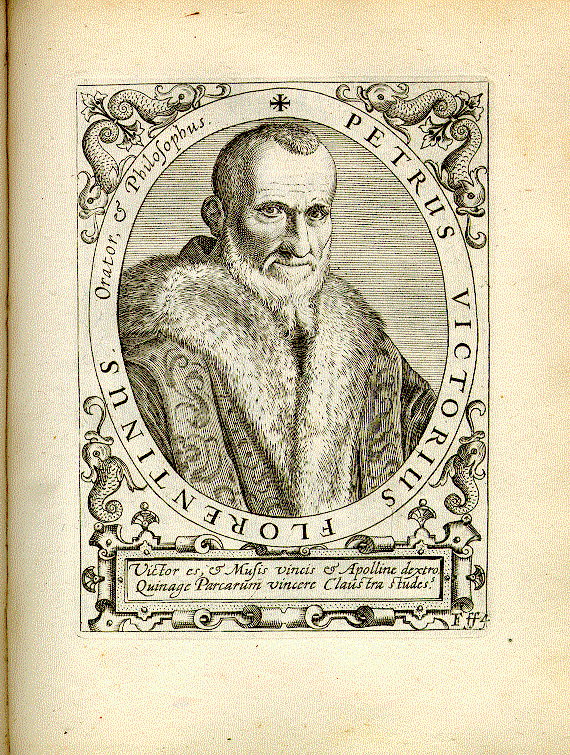
Pietro Vettori

Piero Vettori (lateinisch Petrus Victorius; * 1499 in Florenz; † 8. Dezember 1585 ebenda) war ein italienischer Humanist und Philosoph.
Vettori wurde in Florenz als Sohn einer alten Adelsfamilie geboren und studierte Philosophie und Klassische Philologie in Pisa und Florenz. Als junger Mann vertrat Vettori republikanische Prinzipien im politischen Leben seiner Heimatstadt, als Gegner der Medici musste er sich 1530 aus dem politischen Leben zurückziehen, doch kehrte er 1532 wieder. 1538 berief ihn Herzog Cosimo I. de’ Medici an einen Lehrstuhl für klassische Studien, als Professor der griechischen und lateinischen Sprache in Florenz, den er bis kurz von seinem Tod innehatte. Vettori wurde von Papst Julius III. in den Grafenstand erhoben. Vettori brachte die Werke von Marcus Tullius Cicero, Terenz, Gaius Sallustius Crispus, Aristoteles, Euripides und anderen antiken Autoren heraus. Er schrieb lateinische Gedichte und Briefe und korrespondierte mit vielen Gelehrten inner- und außerhalb Italiens. 1553–69 veröffentlichte er 54 Bände seiner „Variae lectiones“ (Vorlesungen und Kommentare).